# ريتشارد إم. بريت
ريتشارد إم. بريت (بالإنجليزية: Richard M. Brett)‏ هو عسكري أمريكي، ولد في 3 سبتمبر 1903 في دارين في الولايات المتحدة، وتوفي في 7 سبتمبر 1989 في هارتفورد في الولايات المتحدة.